# 内本隆文
内本 隆文（うちもと たかふみ、1998年2月19日 - ）は、日本のソフトテニス選手。ポジションは後衛。所属はNTT西日本（NTTビジネスソリューションズ）。

## 四大国際大会戦績
- 2016アジアソフトテニス選手権　シングルス金メダル　ダブルス銀メダル（内本隆文・丸山海斗）　国別対抗団体戦金メダル
- 2019世界ソフトテニス選手権　ミックスダブルス銅メダル（内本隆文・黒木瑠璃華）　国別対抗団体戦金メダル
- 2023アジア競技大会　国別対抗団体戦金メダル

## 主な戦績
- 2024 天皇賜杯全日本ソフトテニス選手権大会　準優勝（内本隆文・内田理久）
- 2023 天皇賜杯全日本ソフトテニス選手権大会　第三位（内本隆文・内田理久）
- 2022 天皇賜杯全日本ソフトテニス選手権大会　第三位（内本隆文・内田理久）
- 2019 天皇賜杯全日本ソフトテニス選手権大会　第三位（内本隆文・内田理久）
- 2018 天皇賜杯全日本ソフトテニス選手権大会　ベスト8（内本・星野）
- 2015 天皇賜杯全日本ソフトテニス選手権大会　第三位（内本・丸山）
- 2024 全日本社会人選手権大会　ベスト8（内本隆文・内田理久）
- 2023 全日本社会人選手権大会　第三位（内本隆文・内田理久）
- 2022 全日本社会人選手権大会　優勝（内本隆文・内田理久）

- 2019 全日本シングルス選手権大会　ベスト8

## 経歴

### ジュニア時代
大阪府出身。両親が大学時代ソフトテニスサークルに入っていたことから、幼稚園の頃にはラケットを握って遊んでいた。6歳の頃にはジュニアチーム・藤井寺ジュニアに所属し、本格的にソフトテニスに取り組み始める。小学2年生のときには近畿大会に出場し、小学4年生のとき丸山海斗と組み全国小学生大会で優勝すると、5年・6年でも丸山と組み優勝を果たしている。中学・高校は丸山とともにソフトテニスの強豪上宮中学校・高等学校に進学。2011年、2012年の全国中学校ソフトテニス大会で団体優勝。2015年　丸山とのペアで天皇杯でベスト４。インターハイで個人・団体の2冠を達成。

### 大学時代
高校卒業後は関西でソフトテニスを続けるつもりだったが、顧問の勧めもあり、早稲田大学スポーツ科学部に進学。。
2016年、アジア選手権で日本代表に選出され、男子シングルスで金メダル、ダブルスでは丸山と組み銀メダルを獲得した。
12月、YONEX CUP2016で丸山と組み優勝。同年および2017年の全日本大学選手権で団体優勝。2017年、第1回全日本男子選抜大会で星野慎平と組み優勝。2019年大学4年生のとき主将を務め、第64回全日本インドアソフトテニス選手権で準優勝。同年全日本大学選手権で団体優勝、シングルス優勝。
同年世界選手権日本代表予選会で優勝し、日本代表に復帰。ミックスダブルスで黑木瑠璃華と組み銅メダル、国別対抗で金メダルを獲得した。2020年1月、第53回全日本社会人・学生対抗インドア大会に上松俊貴と出場し、優勝した。

### NTT西日本時代
2020年4月NTT西日本ソフトテニス部に加入。

#### 2020 -　2011（コロナ禍）
コロナ禍で公式戦が軒並み中止になるなかで開催された様々なエキシビジョンマッチ等で好成績を納める。

#### 2022
2022年から同部主将を務める
- 9月、第50回全日本社会人選手権に内田と出場し、優勝[18]。
- 10月、天皇杯・皇后杯に内田と共に出場、準決勝で上岡俊介・丸山海斗ペアに敗れた[19]。
- 10月、第77回国民体育大会に広島県代表として長江光一・上松俊貴・廣岡宙・内田理久と共に出場、内田とペアを組み、優勝した[20]。

#### 2023
- 2月 ISTFインターナショナル ソフトテニス チャンピオンシップに内田と出場、3位に入った[21]。
- 2月、第68回全日本インドアソフトテニス選手権に内田と共に出場、準決勝で船水颯人・上松俊貴ペアに敗れた[22]。
- 3月、第2回平和カップひろしま国際大会に内田理久（ペア）・村上雄人・長江光一と共にNTT西日本として出場し、2019年以来3年ぶりの優勝を果たした[23]。

- 9月、第51回全日本社会人選手権大会に内田とともに出場、準決勝で同社所属の廣岡宙・長江光一ペアに敗れ3位となった[24]。
- 10月、アジア競技大会に廣岡宙・船水颯人・上松俊貴・内田理久と共に日本代表として国別対抗団体戦に出場、廣岡とペアで準決勝韓国戦でキム・テミン、キムヒョンス、決勝台湾戦で林韋傑・余凱文をともにトップで撃破し日本の四大会振り２度目の優勝に大きく貢献した[25]。